# Élection présidentielle américaine de 1944 en Floride
 (septembre 2024).
L'élection présidentielle américaine de 1944 en Floride a lieu le 7 novembre 1944, comme dans les 47 autres États qui composent alors les États-Unis. Les électeurs floridiens choisissent des grands électeurs pour les représenter dans le collège électoral à travers un vote populaire. La Floride dispose en 1944 de 8 grands électeurs. L'État donne l'ensemble de ses grands électeurs au candidat du Parti démocrate, le président des États-Unis sortant Franklin Delano Roosevelt. 
Le candidat vainqueur de ce scrutin dans tout le pays sera également Roosevelt, qui débutera un quatrième mandat à la présidence des États-Unis le 4 mars 1945, mandat qui sera interrompu par son décès le 12 avril de la même année. 